# Správní obvod obce s rozšířenou působností Příbram
Správní obvod obce s rozšířenou působností Příbram je od 1. ledna 2003 jedním ze tří správních obvodů rozšířené působnosti obcí v okrese Příbram ve Středočeském kraji. Čítá 74 obcí, z toho 3 města.
Města Příbram, Březnice a Rožmitál pod Třemšínem jsou obcemi s pověřeným obecním úřadem.

## Seznam obcí
Poznámka: Města jsou vyznačena tučně, městyse kurzívou, části obcí malince.
- Bezděkov pod Třemšínem
- Bohostice (Kamenná)
- Bohutín (Bohutín, Havírna, Tisová, Vysoká Pec)
- Bratkovice (Bratkovice, Dominikální Paseky)
- Březnice (Bor, Březnice, Dobrá Voda, Martinice, Přední Poříčí, Zadní Poříčí)
- Buková u Příbramě
- Bukovany (Bukovany, Sedlečko)
- Cetyně
- Čenkov
- Dlouhá Lhota
- Dolní Hbity (Dolní Hbity, Horní Líšnice, Jelence, Káciň, Kaliště, Luhy, Nepřejov, Třtí)
- Drahenice
- Drahlín
- Drásov (Drásov, Skalka)
- Dubenec
- Dubno
- Háje
- Hluboš (Hluboš, Kardavec)
- Hlubyně
- Horčápsko (Horčápsko, Stará Voda)
- Hudčice (Hudčice, Slavětín)
- Hvožďany (Hvožďany, Leletice, Planiny, Pozdyně, Roželov, Vacíkov)
- Chrást (Chrást, Lisovice, Namnice, Oslí)
- Chraštice (Chraštice, Chraštičky)
- Jablonná (Horní Hbity, Jablonná)
- Jince (Běřín, Jince, Rejkovice, Velcí)
- Kamýk nad Vltavou (Kamýk nad Vltavou, Velká)
- Kotenčice
- Koupě
- Kozárovice (Holušice, Kozárovice, Vystrkov)
- Křešín
- Láz
- Lazsko
- Lešetice
- Lhota u Příbramě
- Milín (Buk, Kamenná, Konětopy, Milín, Rtišovice, Stěžov)
- Modřovice
- Narysov
- Nepomuk
- Nestrašovice
- Občov
- Obecnice (Obecnice, Oseč)
- Obory (Obory, Vápenice)
- Ohrazenice
- Ostrov
- Pečice (Drsník, Pečice, Pečičky)
- Pičín
- Počaply (Počaply, Stražiště)
- Podlesí
- Příbram (Brod, Bytíz, Jerusalem, Jesenice, Kozičín, Lazec, Orlov, Příbram I, Příbram II, Příbram III, Příbram IV, Příbram IX, Příbram V-Zdaboř, Příbram VI-Březové Hory, Příbram VII, Příbram VIII, Zavržice, Žežice)
- Radětice (Palivo, Radětice)
- Rožmitál pod Třemšínem (Hutě pod Třemšínem, Nesvačily, Pňovice, Rožmitál pod Třemšínem, Skuhrov, Starý Rožmitál, Strýčkovy, Voltuš, Zalány)
- Sádek
- Sedlice (Hoděmyšl, Sedlice)
- Smolotely
- Solenice (Dolní Líšnice, Solenice, Větrov)
- Starosedlský Hrádek
- Suchodol (Líha, Suchodol)
- Svojšice (Kletice, Svojšice)
- Těchařovice
- Tochovice (Hořejany, Tochovice)
- Trhové Dušníky
- Třebsko
- Tušovice
- Věšín (Buková, Věšín)
- Višňová
- Volenice (Bubovice, Nouzov, Pročevily, Volenice)
- Vrančice (Mýšlovice, Vrančice, Životice)
- Vranovice
- Vševily
- Vysoká u Příbramě
- Zalužany
- Zbenice
- Zduchovice (Zduchovice, Žebrákov)

## Obyvatelstvo
| Rok  | Obyv.  | ± %    |
| ---- | ------ | ------ |
| 1869 | 67 292 | —      |
| 1880 | 72 284 | +7,4 % |
| 1890 | 76 692 | +6,1 % |
| 1900 | 77 178 | +0,6 % |
| 1910 | 73 276 | −5,1 % |

| Rok  | Obyv.  | ± %     |
| ---- | ------ | ------- |
| 1921 | 66 119 | −9,8 %  |
| 1930 | 61 517 | −7 %    |
| 1950 | 49 756 | −19,1 % |
| 1961 | 65 110 | +30,9 % |
| 1970 | 66 564 | +2,2 %  |

| Rok  | Obyv.  | ± %    |
| ---- | ------ | ------ |
| 1980 | 70 481 | +5,9 % |
| 1991 | 70 808 | +0,5 % |
| 2001 | 69 728 | −1,5 % |
| 2011 | 69 384 | −0,5 % |
| 2021 | 69 462 | +0,1 % |